# Wos
Valentín Oliva, (Buenos Aires, 23 de janeiro de 1998), artisticamente conhecido como Wos, é um rapper e freestyler argentino. Ele é conhecido por ser o campeão do torneio internacional Final Internacional: Red Bull Batalla de los Gallos 2018.

## Carreira
Wos começou muito jovem, fazendo rap nas praças e participando de competições como o El Quinto Escalón, onde já mostrava grande potencial e, acima de tudo, muita coragem.
Em 2017, ele participou pela primeira vez da Batalha Nacional dos Galos da Red Bull, onde emergiu campeão derrotando, entre outros, Papo, um dos candidatos nas quartas de final, e Klan na final, e, assim, ele se classificou para a Internacional que aconteceu no México,  na qual ficou em segundo lugar atrás de Aczino.

Atualmente, em 2019, ele anunciou sua aposentadoria para focar em sua carreira musical, mas continuará ativo em outras competições, como God Level, na qual representou a Argentina com Papo e Trueno, nas quais foram vice-campeões, e o Final Internacional da Red Bull Batalla de los Gallos em 2019, perdendo nas oitavas de final para Aczino.